# Nico Drmota
Nico Drmota (* 21. Mai 1979 in Allmendingen) ist ein deutscher Basketballfunktionär.

## Laufbahn
Drmota spielte ab dem Alter von 15 Jahren Basketball bei der TSG Ehingen und übernahm bereits als Spieler zusätzlich Führungsaufgaben. Er stieg 2003 mit Ehingen in die 2. Basketball-Bundesliga auf und beendete damit seine Spielerlaufbahn. Zu diesem Zeitpunkt war er bereits stellvertretender Leiter der TSG-Basketballabteilung.
Er war zunächst im Gespann mit Rolf Koch Manager der Spielgemeinschaft Ehingen/Urspring, anschließend übte er den Managerposten beim Zweitligisten alleine aus. Darüber hinaus übernahm Drmota nach dem Weggang von Ralph Junge im Jahr 2014 zusätzlich die Leitung der Urspring Basketball Akademie. Nach dem Abstieg Ehingen/Ursprings aus der 2. Bundesliga ProA 2015 kehrte die Mannschaft unter der Leitung von Trainer Domenik Reinboth und Manager Drmota ein Jahr später in die zweithöchste Spielklasse zurück. 2018 verpasste die Mannschaft den sportlichen Klassenverbleib, blieb jedoch dank des Rückzugs Kölns in der Liga. Ab Sommer 2021 übte Drmota seine Tätigkeit als Manager aus persönlichen Gründen nicht mehr aus und kehrte bis zur Bekanntgabe seines Abschieds im Januar 2022 nicht mehr ins Amt zurück, sondern widmete sich einer neuen beruflichen Aufgabe.